# 1036

## Úmrtí
- ? – Mstislav Vladimirovič, černigovský kníže (* asi 983)
- poslední zmínky – Gerberga z Grabfeldu, německá šlechtična (* kolem 970)

## Hlavy států
- České knížectví – Břetislav I.
- Svatá říše římská – Konrád II.
- Papež – Benedikt IX.
- Galicijské království – Bermudo II.
- Leonské království – Bermudo III.
- Kastilské království – Ferdinand I. Veliký
- Navarrské království – García V. Sánchez
- Aragonské království – Ramiro I.
- Barcelonské hrabství – Ramon Berenguer I. Starý
- Hrabství toulouské – Guillaume III.
- Lotrinské vévodství – Gotzelo I. Dolnolotrinský
- Francouzské království – Jindřich I.
- Skotské království – Duncan I.
- Anglické království – Harold I.
- Dánské království – Hardaknut
- Norské království – Magnus I. Dobrý
- Švédské království – Jakob Anund
- Polské knížectví – Kazimír I. Obnovitel
- Uherské království – Štěpán I. Svatý
- Byzantská říše – Michael IV. Paflagoňan
- Kyjevská Rus – Jaroslav Moudrý
- Trevírské biskupství – Poppo Babenberský
- Rakouské markrabství – Adalbert Babenberský
- Saské vévodství – Bernard II. Saský
- Kolínské arcibiskupství – Pilgrim – Heřman II.